# Edme Aimé Lucotte
Edme Aimé Lucotte (* 30. Oktober 1770 in Créancey; † 8. Juli 1825 in Port-sur-Saône) war ein französischer Général de division. 

## Leben
Bereits als Schüler sympathisierte Lucotte mit den revolutionären Gedanken und schloss sich am 23. Juli 1793 der Armee an. Erst diente er unter General François-Christophe Kellermann, später wechselte er zur Rheinarmee unter General Jean-Victor Moreau. 
Später diente er im Krieg in Spanien.
Zum 17. März 1825 wurde General Lucotte in den Ruhestand entlassen. Er ließ sich in Port-sur-Saône nieder und starb dort im Alter von 54 Jahren am 8. Juli 1825.

## Ehrungen
- 9. Dezember 1794 Commandeur der Ehrenlegion
- 8. Juli 1814 Ordre royal et militaire de Saint-Louis
- 24. April 1815 comte de l’émpire
- Sein Name findet sich am südlichen Pfeiler (29. Spalte) des Triumphbogens am Place Charles-de-Gaulle (Paris)